# Arturo Vidal
Arturo Erasmo Vidal Pardo (n. 22 mai 1987, Santiago de Chile, Chile) este un fotbalist chilian, care joacă pe post de mijlocaș la Colo-Colo în Prima Divizie Chiliană de Fotbal. Pe plan internațional, are prezențe la națională pentru Chile și Chile U20⁠(d).
În 2013 a fost desemnat al 11-lea cel mai bun jucător de fotbal din lume de către publicația Bloomberg.